# 黑白艾曼纽 (1976年电影)
《黑白艾曼纽》（義大利語：Emmanuelle bianca e nera）是1976年由马里奥·平扎乌蒂（Mario Pinzauti）执导的电影。
需要注意的是，该片不要与布鲁内洛·隆迪（Brunello Rondi）的电影《黑白艾曼妞》混淆。后者同样于1976年上映，并以相同的英文片名“Black Emmanuelle, White Emmanuelle”发行，但是由蘿拉·耿瑟（Laura Gemser）和安妮·贝尔（Annie Belle）出演，而这两位演员并未出现在平扎乌蒂的影片中。

## 剧情
在路易斯安那州，艾曼纽（Emmanuelle）与劳伦斯（Lawrence）是两大家族种植园主的孩子，他们相识后相爱。最初的恋情如同天堂般美好，但艾曼纽渐渐开始虐待奴隶，而劳伦斯则爱上了艾曼纽的女佣——一位名叫朱迪斯·艾曼纽（Judith Emanuelle）的黑人女子。
当艾曼纽发现了朱迪斯与劳伦斯之间的关系后，她开始報復，想要谋害劳伦斯。为了自卫，劳伦斯不得已杀死了种植园的两名雇员。
最终，艾曼纽被那些追捕朱迪斯与劳伦斯的人所杀。